# Fred Niblo Jr.
Fred Niblo Jr. est un scénariste américain né le 23 janvier 1903 à New York, New York (États-Unis), décédé le 18 février 1973 à Encino (États-Unis).

## Filmographie
- 1931 : The Virtuous Husband de Vin Moore
- 1932 : Le Code criminel (Criminel) de Howard Hawks
- 1933 : Kaspa, fils de la brousse (King of the Jungle) de H. Bruce Humberstone
- 1934 : The Hell Cat
- 1934 : Whom the Gods Destroy (en) de Walter Lang
- 1934 : Name the Woman
- 1934 : Among the Missing
- 1934 : Fugitive Lady
- 1935 : Death Flies East (en) de Phil Rosen
- 1935 : Unknown Woman
- 1935 : Escape from Devil's Island (en)
- 1936 : You May Be Next
- 1936 : Roaming Lady
- 1936 : The Man Who Lived Twice (it)
- 1936 : Lady from Nowhere
- 1937 : Find the Witness
- 1937 : Motor Madness
- 1937 : The Game That Kills de D. Ross Lederman
- 1937 : Counsel for Crime
- 1937 : All-American Sweetheart
- 1938 : Un amour de gosse (Little Miss Roughneck) d'Aubrey Scotto
- 1938 : Penitentiary
- 1938 : City Streets
- 1939 : Hell's Kitchen (en)
- 1939 : Waterfront
- 1939 : Cowboy Quarterback
- 1939 : No Place to Go
- 1940 : Le Régiment des bagarreurs (The Fighting 69th) de William Keighley
- 1940 : An Angel from Texas
- 1940 : Tête chaude (East of the River) de Alfred E. Green
- 1941 : Father's Son
- 1941 : L'Amour et la Bête (The Wagons Roll at Night) de Ray Enright
- 1941 : Three Sons o' Guns
- 1941 : Nine Lives Are Not Enough de A. Edward Sutherland
- 1941 : Passage from Hong Kong (en)
- 1942 : You Can't Escape Forever
- 1943 : The Falcon in Danger
- 1944 : Tampico de Lothar Mendes
- 1948 : Bodyguard de Richard Fleischer
- 1948 : In This Corner de Charles Reisner
- 1949 : Incident
- 1950 : La Loi des bagnards (en) (Convicted) de Henry Levin